# 피제이 (음악가)
피제이(PEEJAY, 본명: 박정철, 1980년 3월 11일 ~ )는 대한민국의 래퍼 및 작곡가 겸 프로듀서이다. 현재 더블랙레이블에 소속되어 있다.

## 생애
2007년 부다사운드 소속의 라임버스의 래퍼로서 데뷔하였고, 라임버스 활동과 함께 작곡가로서의 활동도 병행하였다. 2009년에는 오디션 프로그램인 《수타시》(SUTASHI)의 작곡가 부분에서 우승한 바가 있다. 음악 프로듀서로 전향하여 빈지노 등의 래퍼 뿐만 아니라 빅뱅, 투애니원 등의 아이돌 가수와도 작업하였다. 2010년 프로듀서인 진보와의 공동 프로젝트인 마인드 컴바인드(Mind Combined)로 《더 컴비네이션》(The Combination)을 발표하였고, 2015년에는 1인 레이블인 워킨 레코즈(Walkin' Records)를 세우고 첫 정규앨범 《워킨 볼륨1》(WALKIN` Vol.1)을 발표하였다. 2016년에 테디가 설립한 레이블인 더블랙레이블에 영입되었다.

## 평가
작곡가로서는 힙합부터 가요까지 폭넓은 스타일을 선보이고 있는 반면, 자신의 솔로 앨범에서는 네오소울에 기반한 일괄된 스타일을 선보이고 있다는 평가를 받고 있다.

## 출신 학교
- 낙동고등학교
- 동서대학교 멀티미디어학과

## 디스코그래피

### 정규 앨범
- WALKIN` Vol.1 (2015년 6월 20일)
- WALKIN` Vol.2 (2017년 9월 4일)

### 싱글
- After Summerday (2014년 9월 4일)
- Out Of My Mind (2014년 10월 30일)
- MOONSTRUCK (2016년 1월 28일)

### 콜라보레이션 앨범
- The Combination (2010년 3월 15일, 마인드 컴바인드[5] 명의)

## 같이 보기
- 제이덕